# Catharina Van Hemeldonck
Catharina (Trien) Van Hemeldonck (Zoersel, 22 mei 1884 – 1960) was een Belgische politica.

## Levensloop
Ze werd politiek actief naar aanleiding van de gemeenteraadsverkiezingen van 24 april 1921, de eerste lokale verkiezingen met vrouwenkiesrecht. Ze werd verkozen als gemeenteraadslid van Zoersel. Ze was daarmee een van de 196 eerste Belgische vrouwelijke gemeenteraadsleden en werd tevens aangesteld als een van de 13 eerste vrouwelijke Belgische schepenen.
In 1924 werd ze aangesteld als waarnemend burgemeester van Zoersel in opvolging van Eduard Van Winckel en in 1925 werd ze in deze functie ook benoemd. Dit mandaat oefende ze uit tot 1938. Schepenen onder haar bewind waren Jos Cop en Emiel Verhoeven.